# Fazenda Santo Antônio (São José)
Fazenda Santo Antônio é um bairro do município brasileiro de São José, parte do distrito da Sede. O bairro possuia 6.610 habitantes de 2010, segundo o IBGE.
É também conhecido por Fazenda do Max, numa referência a Max Hablitzel, que chegou em 1950 à região e ocupou a área. A sede da fazenda dele acabou ficando do outro lado da BR-101 e foi demolida para a construção do Continente Shopping em 2011.

## Localização
O bairro faz divisa com a Ponta de Baixo e a BR-101 assim como com a maior Área Industrial de São José. O principal acesso do bairro é a Rua Benjamin Gerlach, que inicia-se na Rua Frederico Afonso e termina na Marginal Ten. Leovegildo Pinheiro, na BR 101.

## Características
O Bairro da Fazenda Santo Antônio, possui um comércio diversificado, suas ruas são 98% calçadas, e sua população é composta por trabalhadores, apesar de não existir propriamente miséria no bairro, ele é habitado por pessoas com menor poder aquisitivo, morando no bairro muitos empresários, funcionários públicos, celebridades, entre outros. O Posto Policial do bairro garante relativa tranquilidade aos moradores.

## Locais de Interesse
Os moradores da Fazenda Santo Antônio contam com a Escola Básica Municipal Vereadora Albertina Krummel Maciel, para a educação da comunidade no Ensino Fundamental e na Educação de Jovens e Adultos. Há ainda a Creche Santo Antônio, que atende mais de 200 crianças na Rua Nereu Capistrano.
Está localizada no bairro a APAE de São José, onde é feito o trabalho de atendimentos a crianças portadores de necessidades especiais.
Há também, a Escola Profissional que oferece cursos, de pintura, biscuit, manicure e cabeleireiro,  entre outras atividades. Contando ainda com o Grupo de Idosos Esperança que reúne-se todas as terça-feiras na Associação de Moradores da Fazenda Santo Antônio.